# Green Carnation
Green Carnation là một ban nhạc thành lập vào năm 1990 tại thành phố Kristiansand, Na Uy. Tuy vậy, trong nhiều năm liền sau khi thành lập, ban nhạc không có bất kỳ hoạt động nào do các thành viên tham gia vào những dự án khác. Có thể nói ban nhạc đã tan rã lần đầu vào năm 1992. Mãi đến năm 1998, trong một lần tình cờ gặp lại nhau, các thành viên mới quyết định hồi sinh Green Carnation. Trong suốt sự nghiệp của mình sau đó, ban nhạc trải qua nhiều lần thay đổi thành viên cũng như chất nhạc, từ doom metal/death metal, progressive metal sang progressive rock/hard rock, và đến năm 2006 đã phát hành riêng một album acoustic. Ban nhạc chính thức tuyên bố tan rã vào ngày 22 tháng 8 năm 2007. Tuy nhiên thành viên sáng lập, thủ lĩnh ban nhạc Terje Vik Schei (thường được biết dưới tên Tchort) cho biết anh vẫn sẽ tiếp tục với Green Carnation và album nhạc còn đang dang dở The Rise and Fall of Mankind (được biết là phần tiếp theo của Light of Day, Day of Darkness).

## Đã phát hành
- Hallucinations of Despair (1991) - Demo
- Journey to the End of The Night (2000) − CD
- Light of Day, Day of Darkness (2001) − CD
- A Blessing in Disguise (2003) − CD
- The Trilogy (2004) − Box set
- Alive and Well... In Krakow (2004) − DVD
- The Quiet Offspring (2005) − CD
- The Burden Is Mine... Alone (2005) − EP
- Acoustic Verses (2006) − CD
- A Night Under the Dam (2007) − DVD

## Thành viên

### Hiện nay
- Terje Vik Schei (còn gọi là. Tchort) − Guitar, Lyrics

### Các thành viên cũ
- Stein Roger Sordal − Bass, Vocals, Guitar, Lyrics
- Kjetil Nordhus − Vocals, Lyrics
- Kenneth Silden − Piano, Keyboards
- Michael Krumins − Guitar, Theremin
- Tommy Jackson − Drums
- Bjørn Harstad − Guitar
- Bernt A. Moen − Piano, Keyboards
- Christian "X" Botteri − Guitar
- Christofer "CM" Botteri − Bass
- Anders Kobro − Drums
- Alf Torre Rassmussen − Drums